# Барбадос на Светском првенству у атлетици на отвореном 2015.
Барбадос је учествовао на Светском првенству у атлетици на отвореном 2015. одржаном у Пекингу од 22. до 30. августа, петнаести пут, односно учествовао је на свим првенствима до данас. Репрезентацију Барбадоса представљало је шест учесника (4 мушкарца и 2 жене) који су се такмичили у четири дисциплине (2 мушке и 2 женске).,
На овом првенству Барбадос није освојио ниједну медаљу, али је оборен један национални и два лична рекорд.

## Учесници
| Мушкарци: - Рамон Гитенс — 100 м - Леви Кадоган — 100 м - Шејн Бретвајт — 110 м препоне - Грегмар Свифт — 110 м препоне | Жене: - Кир Беклс — 100 м препоне - Акела Џонс — Седмобој |  |

## Резултати

### Мушкарци
| Атлетичар     | Дисциплина    | Лични рекорд | Предтакмичење | Предтакмичење | Квалификације | Квалификације | Полуфинале   | Полуфинале | Финале            | Финале       | Детаљи                                    |
| Атлетичар     | Дисциплина    | Лични рекорд | Резултат      | Место         | Резултат      | Место         | Резултат     | Место      | Резултат          | Место        | Детаљи                                    |
| ------------- | ------------- | ------------ | ------------- | ------------- | ------------- | ------------- | ------------ | ---------- | ----------------- | ------------ | ----------------------------------------- |
| Рамон Гитенс  | 100 м         | 10,02        | слободни      | слободни      | 10,02 КВ, ЛР  | 2. у гр. 3    | 10,04        | 4. у гр. 3 | Нису се пласирали | 12 / 67 (71) |                                           |
| Леви Кадоган  | 100 м         | 10,06        | слободни      | слободни      | 10,12 кв      | 4. у гр. 7    | 10,19        | 8. у гр. 2 | Нису се пласирали | 19 / 67 (71) |                                           |
| Шејн Бретвајт | 110 м препоне | 13,21        |               |               | 13,28 КВ      | 1. у гр. 1    | 13,31        | 5. у гр. 1 | Нису се пласирали | 10 / 37 (42) | Архивирано на веб-сајту (29. август 2015) |
| Грегмар Свифт | 110 м препоне | 13,28        | 13,41 КВ      | 4. у гр. 4    | 13,44         | 5. у гр. 1    | 17 / 37 (42) |            | Нису се пласирали |              | Архивирано на веб-сајту (29. август 2015) |

### Жене
| Атлетичарка | Дисциплина    | Лични рекорд | Квалификације | Квалификације | Полуфинале | Полуфинале | Финале            | Финале       | Детаљи                                    |
| Атлетичарка | Дисциплина    | Лични рекорд | Резултат      | Место         | Резултат   | Место      | Резултат          | Место        | Детаљи                                    |
| ----------- | ------------- | ------------ | ------------- | ------------- | ---------- | ---------- | ----------------- | ------------ | ----------------------------------------- |
| Кир Беклс   | 100 м препоне | 12,98 НР     | 12,88 КВ, НР  | 2. у гр. 3    | 12,90      | 4. у гр. 2 | Није се пласирала | 31 / 36 (37) | Архивирано на веб-сајту (31. август 2015) |

#### Седмобој
| Дисциплина    | Акела Џонс Архивирано на веб-сајту (25. август 2015) | Акела Џонс Архивирано на веб-сајту (25. август 2015) | Акела Џонс Архивирано на веб-сајту (25. август 2015) | Акела Џонс Архивирано на веб-сајту (25. август 2015) | Акела Џонс Архивирано на веб-сајту (25. август 2015) | Акела Џонс Архивирано на веб-сајту (25. август 2015) |
| Дисциплина    | Лич. рек.                                            | Резултат                                             | Бод.                                                 | Плас.                                                | Укупно                                               | Плас.                                                |
| ------------- | ---------------------------------------------------- | ---------------------------------------------------- | ---------------------------------------------------- | ---------------------------------------------------- | ---------------------------------------------------- | ---------------------------------------------------- |
| 100 м препоне | 13,10                                                | 13,17                                                | 1,099                                                | 5.                                                   |                                                      |                                                      |
| Скок увис     | 1,91                                                 | 1,80                                                 | 978                                                  | 13.                                                  | 2.077                                                | 8.                                                   |
| Бацање кугле  | 14,85                                                | 12,73                                                | 709                                                  | 28.                                                  | 2.786                                                | 16.                                                  |
| 200 м         | 23,72                                                | 24,70                                                | 915                                                  | 17.                                                  | 3.701                                                | 18.                                                  |
| Скок удаљ     | 6,60                                                 | 6,09                                                 | 877                                                  | 17.                                                  | 4.578                                                | 14.                                                  |
| Бацање копља  | 38,13                                                | НС                                                   |                                                      |                                                      |                                                      |                                                      |
| 800 м         | 2:21,62                                              |                                                      |                                                      |                                                      |                                                      |                                                      |
| Седмобој      | 6.371 НР                                             |                                                      |                                                      |                                                      | НЗ                                                   |                                                      |